# Мале Вербче
Ма́ле Вербче — село в Україні, у Сарненській міській громаді Сарненського району Рівненської області. Розташоване на березі річки Мельниця, що на північному заході Сарненського району, за 30 км від м. Сарни та 105 км від м. Рівне, за 15 км від залізничної станції Антонівка. Село було підпорядковане Коростській сільській раді з 1947 р по 2020. Населення становить 1044 осіб (на 2001 рік).

## Географія

### Розташування
Село Мале Вербче знаходиться на відстані 30 км від районного центру м. Сарни і 105 км від обласного центру м. Рівне. Найближча залізнична станція с. Антонівка знаходиться на відстані 27 км.

### Рельєф та ґрунти
Рельєф території рівнинний. Підґрунтові води залягають на глибині більше 3 метрів.
Ґрунтоутворюючими породами є супіщані та піщані ґрунти. Основу ґрунтового покриву складають сірі опідзолені та темно-сірі опідзолені ґрунти. Територія села безпечна щодо затоплення повеневими водами. Небезпечні геологічні процеси відсутні.

## Історія
Перша згадка про с. Мале Вербче приходиться на кінець XV-го століття. Архівних даних про село, як окремий населений пункт, немає, воно згадується лише в історії містечка Степань. З давніх часів село було розміщене на найвищому місці, яке зараз має назву Селище. Коли розпочались напади монголо-татар, люди змушені були ховатися у верболозах р. Мельниця, де вони згодом і оселилися. Поселення дістало назву Малі Верби. Згодом його перейменували в Мале Вербче.
З кінця XVI ст. село належало князям Острозьким. Після Люблінської унії 1569 року землі потрапили під владу шляхетської Польщі. Населення села брало участь у Національно-визвольній війні під проводом Богдана Хмельницького. Станом на 1911 рік на території Малого Вербча було 120 дворів, 800 жителів.
Після приєднання Правобережної України до Російської імперії, землі стали належати до Ровенського повіту Волинської губернії. У 1848 році селом, як і усіма сусідніми селами, стала володіти родина Ворцелів.
У роки Першої світової війни Мале Вербче перебувало в смузі фронту. Мобілізація на фронт чоловіків, реквізиції худоби і продуктів обумовили погіршення стану селян. Населення зазнавало злиднів. На захопленій території польський уряд встановив жорстокий режим національного і соціального поневолення. Уряд Польщі тримав населення у темряві і безправ'ї. Задля зміцнення свого економічного і політичного становища на окупованій території, польський уряд приступив до реалізації декрету від 1919 року «Про утворення осадницьких господарств». На території села було три осадники. Кожен з них отримав по 30 га землі, які не оподатковувалися, а селяни повинні були на них працювати і до того ж безкоштовно, забезпечувати насінням, будівельними матеріалами. А ось осадники жили розкішним життя, їздили на полювання і вчилися стріляти, щоб у майбутньому захищати свою землю від нападів ворогів. Порядок в селі підтримували два поліцаї-поляки, яких всі люди в селі дуже боялися, тому що вони дуже суворо карали навіть за невеликі провини.
У 1918-1921 роках під час Визвольних змагань влада у селі змінювалась кілька разів.
За Ризьким мирним договором 1921 року село підпало під владу Польщі.
До Другої світової війни в селі жило багато євреїв. Один із євреїв збудував на березі річки Мельниця дві печі для випалювання вапна, які люди називали «лапельними». Але з цього він мав мало прибутку, тому покинув справу і виїхав до Степані. На околиці Малого Вербча і сьогодні знаходяться родовища білої глини. У 60-ті рр. XX ст. за нею приїжджали навіть з інших районів та областей.
До 20-х років XX ст. в селі було бездоріжжя. В 1926 році по селу була висипана ґрунтова дорога і збудований дерев'яний міст через річку Мельницю, який в 1944 році був спалений. В 1965 році по селу була вимощена соша.
Відповідно до Розпорядження Кабінету Міністрів України від 12 червня 2020 року № 722-р «Про визначення адміністративних центрів та затвердження територій територіальних громад Рівненської області» увійшло до складу Сарненської міської громади.

### Історія навчальних закладів
На початку 20-х років XX ст. в Кононовій хаті почали навчати дітей грамоти. В одному класі навчалися діти від 7 до 14 років. Навчання проводилося українською і польською мовами. Після того, як Кононова хата згоріла (в 1931 чи 1932 рр.), стали навчатися в хаті Сергія Патрикея. Школа працювала і у воєнні роки. Вчителем тоді була Боришкевич Марія Юхимівна.
Після війни було побудоване спеціальне приміщення для початкової школи. Семикласну освіту здобували в сусідніх селах аж до 1947 року.
На вчителювання до села були направлені вчителі із Східної України. Директором школи у 1950—1955 роках працював Калашник Андрій Йосипович, вчитель ботаніки. В 1954 році був перший випуск Маловербченської семирічної школи. Директором школи був Данилевич Євген Іванович.
В 1962 році, у зв'язку з тим, що наявне приміщення Маловербченської школи не відповідало існуючому контингенту учнів, і з метою переходу школи на однозмінне навчання, виконком Степанської районної ради вирішив розпочати побудову шести класних кімнат.
В 1985—1986 роках до школи добудували ще три класні кімнати, учительську, кабінет директора, бібліотеку, їдальню і спортзал. Тоді ж облаштували спортивний майданчик і заасфальтували подвір'я школи.
З 1980 року і по даний час на посаді директора школи працює Кошудько Микола Васильович.
Станом на 1 вересня 2006 року в школі навчалося 144 учні. Найбільша кількість — 247 учнів, навчалося в 1969—1970 роках.

## Населення
За даними перепису населення 2001 року в селі проживали 1044 осіб. За даними Коростської сільської ради станом на 01.12.2012 р. населення складало 1048 осіб.
| Чоловіки | Чоловіки | Чоловіки | Чоловіки | Чоловіки | Жінки | Жінки | Жінки | Жінки | Жінки  |
| 0-17     | 18-39    | 40-59    | 60+      | Усього   | 0-17  | 18-39 | 40-59 | 60+   | Усього |
| -------- | -------- | -------- | -------- | -------- | ----- | ----- | ----- | ----- | ------ |
| 142      | 185      | 122      | 54       | 503      | 160   | 177   | 112   | 96    | 545    |

### Зайнятість
| Усього населення | Працездатне населення | Працездатне населення | Працездатне населення | Працездатне населення | Працездатне населення | Працездатне населення | Непрацездатне населення | Непрацездатне населення | Непрацездатне населення | Непрацездатне населення | Непрацездатне населення | Непрацездатне населення |
| Усього населення | Чоловіки              | Чоловіки              | Жінки                 | Жінки                 | Разом                 | Разом                 | Чоловіки                | Чоловіки                | Жінки                   | Жінки                   | Разом                   | Разом                   |
| Усього населення | Ч.                    | %                     | Ч.                    | %                     | Ч.                    | %                     | Ч.                      | %                       | Ч.                      | %                       | Ч.                      | %                       |
| ---------------- | --------------------- | --------------------- | --------------------- | --------------------- | --------------------- | --------------------- | ----------------------- | ----------------------- | ----------------------- | ----------------------- | ----------------------- | ----------------------- |
| 1048             | 307                   | 29                    | 281                   | 27                    | 588                   | 56                    | 198                     | 19                      | 262                     | 25                      | 460                     | 44                      |

| Усього населення | Зайняті  | Зайняті  | Зайняті | Зайняті | Зайняті | Зайняті | Безробітні | Безробітні | Безробітні | Безробітні | Безробітні | Безробітні |
| Усього населення | Чоловіки | Чоловіки | Жінки   | Жінки   | Разом   | Разом   | Чоловіки   | Чоловіки   | Жінки      | Жінки      | Разом      | Разом      |
| Усього населення | ч.       | %        | ч.      | %       | ч.      | %       | ч.         | %          | ч.         | %          | ч.         | %          |
| ---------------- | -------- | -------- | ------- | ------- | ------- | ------- | ---------- | ---------- | ---------- | ---------- | ---------- | ---------- |
| 1048             | 132      | 12       | 110     | 10      | 242     | 22      | 454        | 43         | 452        | 43         | 906        | 86         |

### Мова
Розподіл населення за рідною мовою за даними перепису 2001 року:
| Мова       | Відсоток |
| ---------- | -------- |
| українська | 99,14 %  |
| російська  | 0,86 %   |

## Інфраструктура
Територія села складається з 246 дворів та 1020 жителів.
Площа населеного пункту становить 99,0 га. Основною структурно-планувальною одиницею населеного пункту є квартали в основному з одно-та двох-сторонньою забудовою. Забудова садибного типу. За функціональною ознакою територія населеного пункту є житловою.
Село електрифіковане, газифіковане, телефонізоване. Центральне водопостачання та каналізація відсутні. Вулиці мають частково тверде покриття.
В с. Мале Вербче зосереджені: одноповерхова дев'ятирічна школа, клуб, магазини, фельдшерсько-акушерський пункт, церква.